# Edgar Petersen
 (janvier 2018).
Si vous disposez d'ouvrages ou d'articles de référence ou si vous connaissez des sites web de qualité traitant du thème abordé ici, merci de compléter l'article en donnant les références utiles à sa vérifiabilité et en les liant à la section « Notes et références ».
Pour les articles homonymes, voir Petersen.
Edgar Petersen, né le 26 avril 1904 à Strasbourg et mort le 18 juin 1986 à Herrsching am Ammersee, est un pilote de bombardier allemand durant la Seconde Guerre mondiale.
Il est connu pour son travail de conversion du Focke-Wulf Fw 200 d'un avion civil à militaire et son rôle de Kommandeur der Erprobungstellen où il a supervisé les tests d'aéronefs pour la Luftwaffe. 